# Glosli
Glosli is een plaats in de Noorse gemeente Fredrikstad, fylke Østfold. Glosli telt 638 inwoners (2007) en heeft een oppervlakte van 0,66 km².